# Abovce
Abovce (in ungherese: Abafalva, in tedesco: Absdorf) è un comune della Slovacchia facente parte del distretto di Rimavská Sobota, nella regione di Banská Bystrica.
Abovce è citata per la prima volta nel 1339, quando era feudo dei conti Aba da cui deriva il suo nome (letteralmente Abovce significa villaggio degli Aba).
Il villaggio venne devastato dai turchi nel 1566. Dal 1938 al 1945 fece parte dell'Ungheria.